# Saison 2011-2012 du Pro12
Navigation
Celtic League 2010-2011 Pro12 2012-2013
La saison 2011-2012 du Pro12, ou RaboDirect Pro12 du nom de son sponsor du moment, voit s'affronter douze franchises écossaises, galloises, irlandaises et italiennes de rugby à XV. Cette saison démarre avec un nouvel accord de partenariat établi pour quatre saisons avec la banque néerlandaise Rabobank,.
Le championnat débute le 2 septembre 2011 pour s'achever par une finale le 27 mai 2012. La première phase est dite régulière avec des doubles confrontations en matchs aller-retour. À l'issue des vingt-deux journées de la phase régulière, les quatre premières équipes sont qualifiées pour la phase de playoff avec des demi-finales et une finale pour l'attribution du titre.
Les Ospreys remportent leur quatrième titre dans la compétition en battant sur le fil 31 à 30 le Leinster lors de la finale disputée à la RDS Arena. Shane Williams, qui prend sa retraite en cette fin de saison, marque son deuxième essai de la rencontre à deux minutes du coup de sifflet final, donnant ainsi la victoire à la province galloise. Le Leinster rate le doublé Pro12-Coupe d'Europe.

## Liste des équipes en compétition
| Franchises irlandaises - Connacht - Leinster - Munster - Ulster | Franchises galloises - Cardiff Blues - Newport Gwent Dragons - Scarlets - Ospreys |
| Franchises écossaises - Édimbourg Rugby - Glasgow Warriors      | Franchises italiennes - Benetton Trévise - Aironi Rugby                           |

## Résumé des résultats

### Classement de la phase régulière
| Rang | Franchise             | J  | V  | N | D  | Bo | Bd | Pm  | Pe  | Diff | Pts |
| ---- | --------------------- | -- | -- | - | -- | -- | -- | --- | --- | ---- | --- |
| 1    | Leinster              | 22 | 18 | 1 | 3  | 5  | 2  | 568 | 326 | +242 | 81  |
| 2    | Ospreys               | 22 | 16 | 1 | 5  | 2  | 3  | 491 | 337 | +154 | 71  |
| 3    | Munster (T)           | 22 | 14 | 1 | 7  | 5  | 4  | 489 | 367 | +122 | 67  |
| 4    | Glasgow Warriors      | 22 | 13 | 4 | 5  | 2  | 3  | 445 | 321 | +124 | 65  |
| 5    | Scarlets              | 22 | 12 | 2 | 8  | 5  | 5  | 446 | 373 | +73  | 62  |
| 6    | Ulster                | 22 | 12 | 0 | 10 | 5  | 3  | 474 | 424 | +50  | 56  |
| 7    | Cardiff Blues         | 22 | 10 | 0 | 12 | 5  | 5  | 446 | 460 | -14  | 50  |
| 8    | Connacht              | 22 | 7  | 1 | 14 | 0  | 7  | 321 | 433 | -112 | 37  |
| 9    | Newport Gwent Dragons | 22 | 7  | 1 | 14 | 1  | 5  | 370 | 474 | -104 | 36  |
| 10   | Benetton Trévise      | 22 | 7  | 0 | 15 | 3  | 5  | 419 | 558 | -139 | 36  |
| 11   | Édimbourg Rugby       | 22 | 6  | 1 | 15 | 2  | 4  | 454 | 588 | -134 | 32  |
| 12   | Aironi Rugby          | 22 | 4  | 0 | 18 | 1  | 5  | 289 | 551 | -262 | 22  |

|  | Qualifiés pour la phase finale (no 1, no 2, no 3, no 4). |
|  | T : tenant du titre 2011                                 |

Attribution des points : victoire : 4, match nul : 2, défaite : 0 ; plus les bonus (offensif : 4 essais marqués ; défensif : défaite par 7 points d'écart maximum).
Règles de classement : 1. Nombre de victoires ; 2.différence de points ; 3. nombre d'essais marqués ; 4. nombre de points marqués ; 5. différence d'essais ; 6. rencontre supplémentaire si la première place est concernée sinon nombre de cartons rouges, puis jaunes.

### Phase finale
Les quatre premiers de la phase régulière sont qualifiés pour les demi-finales. L'équipe classée première affronte à domicile celle classée quatrième alors que la seconde reçoit la troisième. La finale a lieu sur le terrain choisi par la meilleure équipe restant en course.
|  | Demi-finales                            | Demi-finales                       |              |    | Finale                             | Finale                             |
|  | Demi-finales                            | Demi-finales                       |              |    | Finale                             | Finale                             |
|  |                                         |                                    |              |    |                                    |                                    |
|  | 12 mai 2012 à la RDS Arena, Dublin      | 12 mai 2012 à la RDS Arena, Dublin |              |    | 27 mai 2012 à la RDS Arena, Dublin | 27 mai 2012 à la RDS Arena, Dublin |
|  | 12 mai 2012 à la RDS Arena, Dublin      | 12 mai 2012 à la RDS Arena, Dublin |              |    | 27 mai 2012 à la RDS Arena, Dublin | 27 mai 2012 à la RDS Arena, Dublin |
|  | [1] Leinster                            | 19                                 |              |    | 27 mai 2012 à la RDS Arena, Dublin | 27 mai 2012 à la RDS Arena, Dublin |
|  | [1] Leinster                            | 19                                 |              |    | 27 mai 2012 à la RDS Arena, Dublin | 27 mai 2012 à la RDS Arena, Dublin |
|  | [4] Glasgow Warriors                    | 15                                 |              |    | 27 mai 2012 à la RDS Arena, Dublin | 27 mai 2012 à la RDS Arena, Dublin |
|  | [4] Glasgow Warriors                    | 15                                 | [1] Leinster | 30 |                                    |                                    |
|  | 11 mai 2012 au Liberty Stadium, Swansea |                                    | [1] Leinster | 30 |                                    |                                    |
|  |                                         | [2] Ospreys                        | 31           |    |                                    |                                    |
|  | [2] Ospreys                             | [2] Ospreys                        | 31           | 45 |                                    |                                    |
|  | [2] Ospreys                             |                                    |              | 45 |                                    |                                    |
|  | [3] Munster                             | 10                                 |              |    |                                    |                                    |
|  | [3] Munster                             | 10                                 |              |    |                                    |                                    |

## Résultats détaillés

### Phase régulière

#### Tableau synthétique des résultats
L'équipe qui reçoit est indiquée dans la colonne de gauche.
| Clubs                 | AIR   | CAR   | CON   | DRA   | EDI   | GLA   | SCA   | LEI   | MUN   | OSP   | TRE   | ULS   |
| --------------------- | ----- | ----- | ----- | ----- | ----- | ----- | ----- | ----- | ----- | ----- | ----- | ----- |
| Aironi Rugby          |       | 26-37 | 20-6  | 9-10  | 25-19 | 6-18  | 23-26 | 6-22  | 21-17 | 11-18 | 27-13 | 19-25 |
| Cardiff Blues         | 38-0  |       | 22-15 | 28-9  | 38-13 | 13-34 | 14-26 | 19-23 | 13-18 | 12-33 | 33-18 | 21-14 |
| Connacht              | 19-16 | 20-26 |       | 17-13 | 26-13 | 13-13 | 13-11 | 13-15 | 16-20 | 6-17  | 13-15 | 26-21 |
| Newport Gwent Dragons | 23-14 | 18-14 | 19-27 |       | 21-10 | 14-14 | 6-10  | 18-22 | 14-24 | 21-20 | 32-33 | 22-9  |
| Édimbourg Rugby       | 50-10 | 15-38 | 19-14 | 15-29 |       | 23-23 | 26-23 | 28-36 | 29-14 | 14-15 | 44-21 | 20-42 |
| Glasgow Warriors      | 29-6  | 31-3  | 24-3  | 24-19 | 17-12 |       | 19-9  | 10-10 | 12-23 | 28-17 | 13-15 | 17-9  |
| Scarlets              | 32-9  | 29-20 | 38-10 | 22-12 | 33-17 | 16-14 |       | 10-15 | 20-20 | 22-14 | 34-20 | 24-17 |
| Leinster              | 26-7  | 52-9  | 30-20 | 31-10 | 54-13 | 19-23 | 16-13 |       | 24-19 | 22-23 | 42-8  | 42-13 |
| Munster               | 18-6  | 16-13 | 24-9  | 20-12 | 34-17 | 35-29 | 35-12 | 9-18  |       | 13-17 | 29-11 | 36-8  |
| Ospreys               | 23-7  | 17-12 | 26-21 | 31-12 | 26-19 | 20-26 | 9-9   | 27-3  | 19-13 |       | 41-10 | 32-14 |
| Benetton Trévise      | 37-14 | 13-20 | 9-11  | 50-24 | 11-22 | 8-13  | 20-10 | 20-30 | 14-35 | 27-32 |       | 23-27 |
| Ulster                | 45-7  | 20-3  | 22-3  | 30-12 | 38-16 | 28-14 | 24-17 | 8-16  | 33-17 | 15-14 | 12-23 |       |

|  | Victoire à domicile |  | Match nul |  | Défaite à domicile |

#### Détail des résultats
Les points marqués par chaque équipe sont inscrits dans les colonnes centrales (3-4) alors que les essais marqués sont donnés dans les colonnes latérales (1-6). Les points de bonus sont symbolisés par une bordure bleue pour les bonus offensifs (quatre essais ou plus marqués), orange pour les bonus défensifs (défaite avec au plus sept points d'écart), rouge si les deux bonus sont cumulés.

### Phase finale

#### Demi-finales
| 11 mai 2012 19 h 35 WET | Ospreys | 45 – 10 (23 – 10) | Munster                                                                                    | Liberty Stadium, Swansea 10 026 spectateurs Arbitre : Alain Rolland |
| 11 mai 2012 19 h 35 WET | Essai(s) : 5 Biggar (12e), Fotuali'i (40e), Dirksen (55e), Bishop (62e), Webb (71e) Transformation(s) : 4 Biggar (13e, 40e, 63e, 72e) Pénalité(s) : 4 Biggar (8e, 22e, 30e, 49e) |                   | Essai(s) : 1 Keatley (3e) Transformation(s) : 1 Keatley (4e) Pénalité(s) : 1 Keatley (20e) | Liberty Stadium, Swansea 10 026 spectateurs Arbitre : Alain Rolland |
| 11 mai 2012 19 h 35 WET | |                   |                                                                                            | Liberty Stadium, Swansea 10 026 spectateurs Arbitre : Alain Rolland |

| 12 mai 2012 19 h 35 WET | Leinster                                                                                                 | 19 – 15 (9 – 3) | Glasgow Warriors | RDS Arena, Dublin 15 113 spectateurs Arbitre : George Clancy |
| 12 mai 2012 19 h 35 WET | Essai(s) : 1 Kearney (66e) Transformation(s) : 1 Sexton (68e) Pénalité(s) : 4 Sexton (7e, 23e, 38e, 63e) |                 | Essai(s) : 2 Hall (77e), Hogg (80e) Transformation(s) : 1 Jackson (80e) Pénalité(s) : 1 Weir (9e) Carton(s) jaune(s) : 1 Dunbar (28e) | RDS Arena, Dublin 15 113 spectateurs Arbitre : George Clancy |
| 12 mai 2012 19 h 35 WET | |                 | | RDS Arena, Dublin 15 113 spectateurs Arbitre : George Clancy |

#### Finale
| 27 mai 2012 16 h WET | Leinster | 30 – 31 (17 – 9) | Ospreys | RDS Arena, Dublin 18 500 spectateurs Arbitre : Romain Poite |
| 27 mai 2012 16 h WET | Essai(s) : 3 Cronin (26e), Nacewa (35e, 61e) Transformation(s) : 3 Sexton (28e, 36e, 63e) Pénalité(s) : 3 Sexton (11e, 44e, 51e) Carton(s) jaune(s) : 2 van der Merwe (40e), White (72e) |                  | Essai(s) : 3 Beck (42e), Williams (59e, 78e) Transformation(s) : 2 Biggar (43e, 79e) Pénalité(s) : 4 Biggar (8e, 22e, 34e, 73e) | RDS Arena, Dublin 18 500 spectateurs Arbitre : Romain Poite |
| 27 mai 2012 16 h WET | |                  | | RDS Arena, Dublin 18 500 spectateurs Arbitre : Romain Poite |

## Statistiques

### Meilleurs réalisateurs
| Rang | Joueur        | Club             | Poste             | Points | Essais | Transf. | Pén. | Drops |
| ---- | ------------- | ---------------- | ----------------- | ------ | ------ | ------- | ---- | ----- |
| 1    | Dan Biggar    | Ospreys          | Demi d 'ouverture | 257    | 1      | 36      | 57   | 3     |
| 2    | Duncan Weir   | Glasgow Warriors | Demi d'ouverture  | 198    | 1      | 11      | 55   | 2     |
| 3    | Ian Keatley   | Munster          | Demi d'ouverture  | 187    | 1      | 25      | 44   | 0     |
| 4    | Greig Laidlaw | Édimbourg Rugby  | Demi de mêlée     | 171    | 2      | 25      | 37   | 0     |
| 5    | Kris Burton   | Benetton Trévise | Demi d'ouverture  | 154    | 2      | 21      | 27   | 7     |

### Meilleurs marqueurs
| Rang | Joueur        | Club            | Poste            | Essais |
| ---- | ------------- | --------------- | ---------------- | ------ |
| 1    | Tim Visser    | Édimbourg Rugby | Ailier           | 13     |
| 2    | Alex Cuthbert | Cardiff Blues   | Ailier           | 10     |
| 3    | Simon Zebo    | Munster         | Ailier           | 8      |
| 4    | Ian Madigan   | Leinster        | Demi d'ouverture | 7      |
| 5    | Hanno Dirksen | Ospreys         | Centre           | 6      |